# Corriente Ecuatorial del Norte

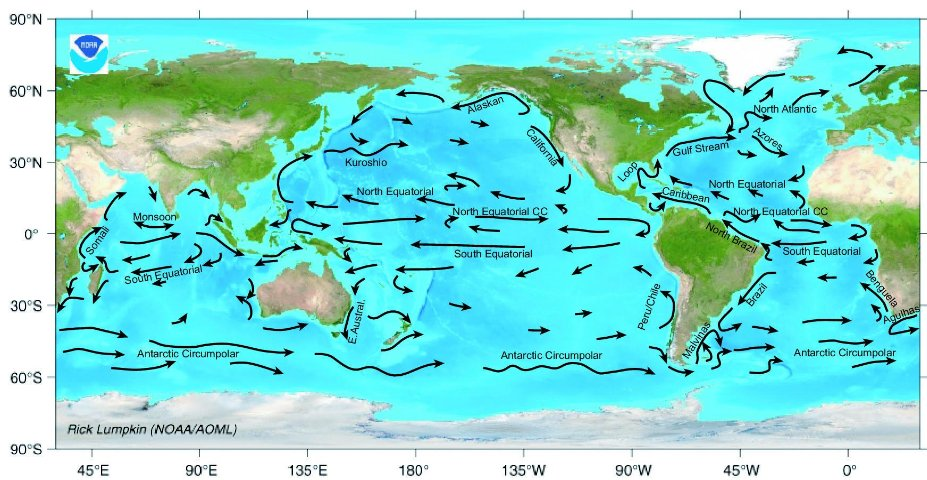
Mapa indicando la corriente Ecuatorial del Norte en el Atlántico, Pacífico, pero variable en el Índico debido al monzón.

La corriente Ecuatorial del Norte o corriente Norecuatorial es una significativa corriente marina cálida de los océanos Pacífico, Atlántico y parcialmente en el Índico, que fluye de este a oeste entre alrededor de los paralelos 10° norte y 20° norte. Se encuentra en el lado meridional de cada giro oceánico del hemisferio norte, los cuales siguen el sentido de las agujas del reloj. A pesar de su nombre, la corriente Ecuatorial del Norte no está conectada con el ecuador terrestre y limita al sur con la contracorriente ecuatorial, la cual fluye en sentido contrario hacia el este. El flujo superficial hacia el oeste en esta corriente, está impulsado por fuerzas similares a la que impulsan a la corriente Ecuatorial del Sur, lo que está especialmente relacionado con la rotación terrestre.

## Corriente Norecuatorial del Atlántico
Es una corriente de baja velocidad, amplia y somera. Forma parte del giro del Atlántico Norte y como tal está alimentada principalmente por aguas de la corriente de las Canarias y del litoral africano, fluye por el norte de la zona frontal de Cabo Verde y se dirige hacia el oeste hasta formar la corriente de las Antillas, la cual llega a su vez hasta la corriente del Golfo. No está directamente conectada con el ecuador terrestre y se sitúa por lo tanto entre el mar de los Sargazos y la contracorriente ecuatorial del Atlántico.
Baña muchos países de las Antillas. Se origina por la confluencia de dos corrientes marinas de distintas características: la corriente de las Canarias, de aguas frías por el ascenso de aguas profundas junto a la costa de África del Noroeste (Marruecos, Mauritania, Senegal) hasta llegar a las islas de Cabo Verde, se dirige de este a oeste y se impulsa por acción del movimiento de rotación terrestre, que es de aguas cálidas por la insolación superficial, dando origen a un clima cálido y lluvioso que se deja sentir en los países cercanos, existiendo una zona o franja de transición entre un clima siempre lluvioso en las costas hasta un clima semiárido en el Sahel. La expresión geográfica más nítida de la separación entre el desierto y el Sahel es, precisamente, el cabo Verde, que solo tiene ese color por el sur, donde se encuentra la ciudad de Dakar y donde comienza a verse la vegetación resultante en un clima más húmedo

## Corriente Norecuatorial del Pacífico
Es una corriente significativa, aunque de menor velocidad que la corriente Ecuatorial del Sur. Recibe el impulso de los vientos alisios del este y noreste. Como parte del giro oceánico del Pacífico Norte, proviene de aguas centroamericanas y de la corriente de California, al llegar a Filipinas se bifurca una parte al sur y la mayor parte fluye hacia el norte formando la corriente de Kuroshio.

## En el océano Índico
En el océano Índico, el lugar de una corriente ecuatorial del norte está tomado por la corriente monzónica, la cual está dominada por las fluctuaciones de los vientos monzónicos, por lo que su dirección es variable, o más bien estacional.